# Marcelo Antônio Guedes Filho
Marcelo Antônio Guedes Filho, noto come Marcelo (São Vicente, 20 maggio 1987), è un calciatore brasiliano, difensore svincolato.

## Caratteristiche tecniche
Roccioso difensore centrale, pulito negli interventi, intelligente tatticamente, efficace nel gioco aereo - dote che lo rende un avversario pericoloso su palla inattiva e in grado di impostare l'azione dalle retrovie.

## Carriera

### Club

#### Gli inizi
Muove i suoi primi passi nelle giovanili del Santos.

#### Wisla Cracovia e PSV
Il 1º settembre 2008 si trasferisce in Europa, firmando un quinquennale con il Wisła Cracovia. Il 2 ottobre esordisce nelle competizioni europee contro il Tottenham, incontro valido per il primo turno di Coppa UEFA, subentrando all'82' al posto di Rafał Boguski.
L'8 luglio 2010 firma un triennale - con opzione di rinnovo per altri due anni - con il PSV. Esordisce in Eredivisie il 14 agosto contro il De Graafschap, sostituendo Jagoš Vuković al 74'.

#### Hannover
Il 10 agosto 2013 l'Hannover 96 ne comunica l'ingaggio. Esordisce con i tedeschi sette giorni dopo dal primo minuto contro il Borussia M'gladbach, alla seconda giornata di campionato.

#### Besiktas, Olympique Lione e Bordeaux
Il 12 luglio 2017, dopo una parentesi di un anno e mezzo in Turchia tra le file del Beşiktaş - con cui vince due campionati - si trasferisce al Olympique Lione, in cambio di 7 milioni di euro, più 500.000 di eventuali bonus.
Il 28 gennaio 2022 passa gratuitamente al Bordeaux, dove rimane fino al 30 giugno prima di essere svincolato.

## Statistiche

### Presenze e reti nei club
Statistiche aggiornate al 30 giugno 2022.
| Stagione           | Squadra            | Campionato         | Campionato | Campionato | Coppe nazionali | Coppe nazionali | Coppe nazionali | Coppe continentali | Coppe continentali | Coppe continentali | Altre coppe | Altre coppe | Altre coppe | Totale | Totale |
| Stagione           | Squadra            | Comp               | Pres       | Reti       | Comp            | Pres            | Reti            | Comp               | Pres               | Reti               | Comp        | Pres        | Reti        | Pres   | Reti   |
| ------------------ | ------------------ | ------------------ | ---------- | ---------- | --------------- | --------------- | --------------- | ------------------ | ------------------ | ------------------ | ----------- | ----------- | ----------- | ------ | ------ |
| 2007               | Santos             | A1/SP+A            | 7+25       | 1+2        | -               | -               | -               | CL                 | 7                  | 0                  | -           | -           | -           | 39     | 3      |
| 2008               | Santos             | A1/SP+A            | 6+16       | 0          | -               | -               | -               | CL                 | 4                  | 0                  | -           | -           | -           | 26     | 0      |
| Totale Santos      | Totale Santos      | Totale Santos      | 13+41      | 1+2        |                 | -               | -               |                    | 11                 | 0                  |             | -           | -           | 65     | 3      |
| 2008-2009          | Wisla Cracovia     | EK                 | 21         | 3          | CP              | 4               | 0               | UCL+CU             | 0+1                | 0                  | SP          | -           | -           | 26     | 3      |
| 2009-2010          | Wisla Cracovia     | EK                 | 28         | 7          | CP              | 2               | 0               | UCL                | 2                  | 0                  | SP          | 1           | 0           | 33     | 7      |
| Totale Lech Poznań | Totale Lech Poznań | Totale Lech Poznań | 49         | 10         |                 | 6               | 0               |                    | 3                  | 0                  |             | 1           | 0           | 59     | 10     |
| 2010-2011          | PSV                | ED                 | 28         | 2          | CO              | 3               | 0               | UEL                | 14                 | 1                  | -           | -           | -           | 45     | 3      |
| 2011-2012          | PSV                | ED                 | 31         | 3          | CO              | 6               | 0               | UEL                | 12                 | 0                  | -           | -           | -           | 49     | 3      |
| 2012-2013          | PSV                | ED                 | 32         | 1          | CO              | 4               | 0               | UEL                | 7                  | 1                  | SO          | 1           | 0           | 44     | 2      |
| ago. 2013          | PSV                | ED                 | 0          | 0          | CO              | 0               | 0               | UCL                | 1                  | 0                  | -           | -           | -           | 1      | 0      |
| Totale PSV         | Totale PSV         | Totale PSV         | 91         | 6          |                 | 13              | 0               |                    | 34                 | 2                  |             | 1           | 0           | 139    | 8      |
| ago. 2013-2014     | Hannover 96        | BL                 | 24         | 0          | CG              | 1               | 0               | -                  | -                  | -                  | -           | -           | -           | 25     | 0      |
| 2014-2015          | Hannover 96        | BL                 | 34         | 2          | CG              | 1               | 0               | -                  | -                  | -                  | -           | -           | -           | 35     | 2      |
| 2015-gen. 2016     | Hannover 96        | BL                 | 19         | 1          | CG              | 0               | 0               | -                  | -                  | -                  | -           | -           | -           | 19     | 1      |
| Totale Hannover 96 | Totale Hannover 96 | Totale Hannover 96 | 77         | 3          |                 | 2               | 0               |                    | -                  | -                  |             | -           | -           | 79     | 3      |
| gen.-giu. 2016     | Beşiktaş           | SL                 | 14         | 2          | TK              | 2               | 0               | UEL                | -                  | -                  | -           | -           | -           | 16     | 2      |
| 2016-2017          | Beşiktaş           | SL                 | 32         | 3          | TK              | 2               | 0               | UCL+UEL            | 6+4                | 0                  | ST          | 1           | 0           | 45     | 3      |
| Totale Beşiktaş    | Totale Beşiktaş    | Totale Beşiktaş    | 46         | 5          |                 | 4               | 0               |                    | 10                 | 0                  |             | 1           | 0           | 61     | 5      |
| 2017-2018          | Olympique Lione    | L1                 | 35         | 3          | CF+CdL          | 4+0             | 1               | UEL                | 10                 | 1                  | -           | -           | -           | 49     | 5      |
| 2018-2019          | Olympique Lione    | L1                 | 33         | 0          | CF+CdL          | 4+1             | 0               | UCL                | 8                  | 0                  | -           | -           | -           | 46     | 0      |
| 2019-2020          | Olympique Lione    | L1                 | 17         | 0          | CF+CdL          | 3+3             | 0               | UCL                | 10                 | 0                  | -           | -           | -           | 33     | 0      |
| 2020-2021          | Olympique Lione    | L1                 | 34         | 3          | CF              | 3               | 0               | -                  | -                  | -                  | -           | -           | -           | 37     | 3      |
| 2021-gen. 2022     | Olympique Lione    | L1                 | 2          | 0          | CF              | 0               | 0               | UEL                | 0                  | 0                  | -           | -           | -           | 2      | 0      |
| Totale O. Lione    | Totale O. Lione    | Totale O. Lione    | 121        | 6          |                 | 17              | 0               |                    | 29                 | 0                  |             | 0           | 0           | 167    | 6      |
| gen.-giu. 2022     | Bordeaux           | L1                 | 11         | 0          | CF              | 0               | 0               | -                  | -                  | -                  | -           | -           | -           | 11     | 0      |
| Totale carriera    | Totale carriera    | Totale carriera    | 444        | 33         |                 | 17              | 1               |                    | 79                 | 3                  |             | 3           | 0           | 563    | 37     |

## Palmarès

### Club

#### Competizioni statali
- Campionato paulista: 1

Santos: 2007

##### Competizioni nazionali
- Campionato polacco: 1

Wisła Kraków: 2008-2009
- Coppa dei Paesi Bassi: 1

PSV Eindhoven: 2011-2012
- Supercoppa dei Paesi Bassi: 1

PSV Eindhoven: 2012
- Campionato turco: 2

Besiktas: 2015-2016, 2016-2017